# 8. kongres Občanské demokratické strany
8. kongres Občanské demokratické strany se konal 14.–15. prosince 1997 v Poděbradech.

## Témata a dobové souvislosti –Sarajevský atentát
Osmý kongres Občanské demokratické strany se mimořádně konal v Poděbradech 14. a 15. prosince 1997 v době rozpadu druhé vlády Václava Klause, po sérii skandálů okolo financování strany. Již v říjnu posty ve vládě a vedení ODS opustil Josef Zieleniec. Bývalý tenisový reprezentant a podnikatel Milan Šrejber se 27. listopadu 1997 přiznal ke sponzorství strany pod fiktivními jmény. Zároveň se objevily neprokázané informace o tajném kontu ODS ve Švýcarsku. Místopředseda strany Ivan Pilip a člen vedení Jan Ruml pak 28. listopadu vyzvali Václava Klause k rezignaci na předsednictví ve straně i v premiérské funkci. Vzhledem k faktu, že se předseda vlády Klaus právě nacházel v Sarajevu během zahraniční cesty v Bosně a Hercegovině, začala být tato událost označována jako sarajevský atentát pro asociaci se sarajevským atentátem na Františka Ferdinanda d'Este během června 1914. V ODS se otevřeně vytvořila skupina politiků kritických k Václavu Klausovi. Jan Ruml 8. prosince oznámil, že na nadcházejícím kongresu bude proti Klausovi kandidovat na post předsedy strany.
Na kongresu ale Ruml neuspěl, Václav Klaus nad ním zvítězil poměrem 227 : 73 hlasů delegátů a obhájil předsednickou funkci. K zásadním změnám došlo i na místopředsednických postech, které obsadili politici loajální ke Klausovi. Miroslav Macek, dříve kritik vedení ODS, nyní vystupoval jako Klausův spojenec. Kongres vyzval k objasnění zákulisí stranického financování a svěřil pravomoc ohledně dalšího vyjednávání o budoucnosti vlády užšímu Grémiu ODS. Konflikt ve straně ale kongresem neskončil, protože v následujících týdnech došlo ke konfliktu ohledně účasti ODS v chystané vládě Josefa Tošovského, kdy představitelé protiklausovské opozice přijali posty v této vládě a podpořili ji, zatímco vedení strany účast v kabinetu odmítlo, načež představitelé protiklausovské opozice stranu opustili a v lednu 1998 utvořili Unii svobody.

## Zvolené vedení ODS
- Předseda – Václav Klaus
- Místopředsedové – Miroslav Beneš, Libuše Benešová, Bohdan Dvořák, Miroslav Macek
- Výkonná rada ODS –  Ladislav Hruška, Robert Kolář, Ivan Langer, Dagmar Lastovecká, Josef Pavel, Jiří Payne, Ivan Pištora, Ludvík Rösch, Martin Říman, Přemysl Sobotka, Vlastimil Tlustý, Alexander Tomský, Evžen Tošenovský, Jaroslav Vlček, Miloš Vystrčil, Tom Zajíček, Jaroslav Zvěřina[9]